# Super League 2021 (Cina)
La Chinese Super League 2021, nota come Ping An Chinese Super League 2021 per ragioni di sponsorizzazione, è la 62ª edizione del massimo livello del campionato cinese di calcio, disputato tra il 20 aprile 2021 e il 5 dicembre 2021. Lo Jiangsu era il campione in carica, prima che cessasse le attività il 28 febbraio 2021 e fosse squalificato dalla Federcalcio cinese il 29 marzo 2021.

## Stagione

### Novità
Al termine della stagione 2020, è stato retrocesso in China League One 2021 lo Shijiazhuang Ever Bright. Tuttavia, a causa dello scioglimento societario dello Jiangsu Suning, è stato ripescato in Super League.
È stato promosso dalle China League One 2020 il Changchun Yatai.
La CFA ha imposto uno stipendio massimo ai giocatori di Super League nel dicembre 2020, che entra in vigore con la stagione 2021. Gli stipendi totali dei giocatori di ogni club sono limitati a ¥600.000.000, con un limite separato di €10.000.000 per i giocatori stranieri. Anche gli stipendi dei singoli giocatori sono limitati a ¥5.000.000 al lordo delle tasse per i giocatori cinesi e €3.000.000 per i giocatori stranieri.
Inoltre in vista della stagione 2021, la Federcalcio cinese ha ordinato a tutti i club di eliminare qualsiasi riferimento aziendale nei loro nomi. Quindi:
- Il Guangzhou R&F ha cambiato il proprio nome in Guangzhou City nel dicembre 2020.[4]
- Il Guangzhou Evergrande Taobao ha cambiato il proprio nome in Guangzhou nel gennaio 2021.[5]
- Lo Shandong Luneng Taishan ha cambiato il proprio nome in Shandong Taishan nel gennaio 2021.[6]
- Lo Shanghai SIPG ha cambiato il proprio nome in Shanghai Port nel gennaio 2021.[7]
- Lo Shijiazhuang Ever Bright FC si è trasferito a Cangzhou e ha cambiato il proprio nome in Cangzhou Mighty Lions nel gennaio 2021.[8]
- Il Tianjin TEDA ha cambiato il proprio nome in Tianjin Jinmen Tiger nel gennaio 2021.[9]
- Il Qingdao Huanghai ha cambiato il proprio nome in Qingdao nel febbraio 2021.[10]
- Lo Shanghai Greenland Shenhua ha cambiato il proprio nome in Shanghai Shenhua nel febbraio 2021.[11]
- L'Hebei China Fortune ha cambiato il proprio nome in Hebei nel febbraio 2021.[12]
- Il Wuhan Zall ha cambiato il proprio nome in Wuhan nel febbraio 2021.[13]
- L'Henan Jianye ha cambiato il proprio nome in Henan Songshan Longmen nel febbraio 2021.[14]
- Il Chongqing Dangdai Lifan ha cambiato il proprio nome in Chongqing Liangjiang Athletic nel marzo 2021.[15]
- Il Beijing Sinobo Guoan ha cambiato il proprio nome in Beijing Guoan nel marzo 2021.[16]

### Formula
Il 29 dicembre 2020 sono stati annunciati il metodo di redazione e il programma della Super League 2021 Fase 1, Fase 2 e Fase 3. Secondo la bozza il campionato sarebbe dovuto iniziare l'11 marzo 2021 e si sarebbe concluso il 28 novembre, ma è stato rivisto, poiché si temeva che la pandemia COVID-19 si sarebbe ripresentata in Cina. Si è optato quindi di far iniziare il campionato il 20 aprile e farlo terminare il 5 dicembre. Come nell'edizione 2020, anche nella stagione 2021, il campionato non avrà partite in casa e in trasferta, ma sarà giocato su un campo neutrale. Le tre fasi decise si sarebbero composte in questo modo:
- Fase 1 (20 aprile - 30 luglio): tutte le squadre della Super League saranno divise in due gironi principali in base alla stagione 2020. La classifica sarà stilata secondo l'andamento della stagione con ogni squadra che affronta due volte le altre sette come un doppio turno neutro. Il numero totale di partite per ogni squadra è 14;
- Fase 2 (10 agosto - 21 settembre): le squadre dal 1º al 4º posto del Gruppo A affrontano le squadre dal 5º all'8º posto del Gruppo B, e le squadre dal 1º al 4º posto nel Gruppo B giocano con le squadre dal 5º all'8º posto nel gruppo A. Quindi, si procede a un doppio turno neutro. Ma le squadre dello stesso girone nella prima fase non si affrontano. Il numero di partite per ogni squadra è 8;
- Fase 3 (26 ottobre - 5 dicembre): le squadre dal 1º al 4º posto del Gruppo A della 1ª fase affrontano le squadre dal 1º al 4º posto del Gruppo B e le squadre dal 5º all'8º posto del Gruppo A giocano con le squadre dal 5° all'8° classificate nel Gruppo B della prima fase. Quindi, si procede a due partite su campo neutro. Le squadre dello stesso gruppo nella prima fase non si affrontano. Il numero di partite per ogni squadra è 8.

Il numero totale di turni sarebbe stato 30 e la classifica sarebbe stata determinata in base al punteggio totale dopo il 30º turno, che sarebbe stato essenzialmente lo stesso del sistema con girone all'italiana esistente.
Il 5 luglio 2021 la Chinese Super League (CSL) è stata riprogrammata per consentire alla squadra nazionale di prepararsi alla fase finale delle qualificazioni asiatiche della Coppa del Mondo 2022 e il campionato riprenderà il 15 luglio L'Associazione (CFA) ha annunciato lunedì.
La squadra di calcio maschile cinese giocherà due partite di qualificazione ogni mese a settembre, ottobre e novembre di quest'anno. Poiché la Confederazione calcistica asiatica (AFC) ha insistito sul fatto che il torneo sarà organizzato in un formato casalingo e che i nazionali cinesi dovranno seguire una politica di quarantena di 14 giorni quando torneranno in Cina dalle partite in trasferta, è quasi impossibile per le partite della CSL da svolgere come previsto durante il trimestre.
Secondo le nuove partite della CSL, la prima fase si giocherà dal 15 luglio al 12 agosto, mentre la seconda fase si giocherà dal 1º dicembre al 3 gennaio 2022 con partite di andata e ritorno.
Poiché le 16 squadre CSL sono già state suddivise in Girone A e Girone B all'inizio di questa stagione, le prime quattro squadre di entrambi i gironi entreranno nella "Poule scudetto" dopo la fine della prima fase, mentre le altre otto squadre entreranno in "Poule retrocessione". Nella poule scudetto le squadre dal 1º al 4º posto del Gruppo A della 1ª fase affrontano solo le squadre dal 1º al 4º posto del Gruppo B e nella puole retrocessione le squadre dal 5º all'8º posto del Gruppo A giocheranno solo contro le squadre dal 5° all'8° classificate nel Gruppo B della prima fase.
Al termine di tutte le partite della seconda fase, la squadra della "Poule scudetto", che ha guadagnato il maggior numero di punti durante le due fasi, sarà la campionessa della CSL in questa stagione.

## Squadre partecipanti
| Club                          | Stagione | Città     | Stadio                                               | Stagione 2021             |
| ----------------------------- | -------- | --------- | ---------------------------------------------------- | ------------------------- |
| Beijing Guoan                 |          | Pechino   | Stadio Fengtai di Pechino                            | 3º posto in Super League  |
| Cangzhou Mighty Lions         |          | Cangzhou  | Stadio Cangzhou                                      | 16º posto in Super League |
| Changchun Yatai               |          | Changchun | Stadio municipale di Changchun                       | 1º posto in CL1           |
| Chongqing Liangjiang Athletic |          | Chongqing | Centro sportivo olimpico di Chongqing                | 6º posto in Super League  |
| Dalian Pro                    |          | Dalian    | Stadio del Centro sportivo di Dalian                 | 12º posto in Super League |
| Guangzhou                     |          | Canton    | Stadio di Tianhe                                     | 2º posto in Super League  |
| Guangzhou City                |          | Canton    | Stadio Yuexiushan                                    | 11º posto in Super League |
| Hebei                         |          | Langfang  | Stadio di Langfang                                   | 8º posto in Super League  |
| Henan Songshan Longmen        |          | Zhengzhou | Stadio Hanghai di Zhengzhou                          | 9º posto in Super League  |
| Qingdao                       |          | Tsingtao  | Stadio Conson                                        | 14º posto in Super League |
| Shandong Taishan              |          | Jinan     | Stadio del Centro sportivo olimpico di Jinan         | 5º posto in Super League  |
| Shanghai Port                 | dettagli | Shanghai  | Stadio calcistico di Pudong                          | 4º posto in Super League  |
| Shanghai Shenhua              |          | Shanghai  | Stadio Hongkou                                       | 7º posto in Super League  |
| Shenzhen                      |          | Shenzhen  | Stadio del Centro sportivo universitario di Shenzhen | 13º posto in Super League |
| Tianjin Jinmen Tiger          |          | Tientsin  | Stadio del Centro olimpico di Tientsin               | 10º posto in Super League |
| Wuhan                         |          | Wuhan     | Centro sportivo Cinque anelli di Wuhan               | 15º posto in Super League |

## Allenatori
Dalla stagione 2020 vengono riconfermati Fabio Cannavaro, Afshin Ghotbi, Chen Yang, Chang Woe-ryong, Javier Pereira, Wu Jingui, Hao Wei, Choi Kang-hee e Jordi Cruijff; rispettivamente allenatori del Guangzhou, Cangzhou Mighty Lions, Changchun Yatai, Chongqing Liangjiang Athletic, Henan Songshan Longmen, Qingdao, Shandong Taishan, Shanghai Shenhua, Shenzhen. Mentre sulla panchina del Wuhan è arrivato Li Xiaopeng al posto del traghettatore Pang Li che ha terminato il suo incarico. Invece per mutuo consenso sulla panchina del Beijing Guoan si siede Slaven Bilić al posto di Bruno Génésio, sulla panchina del Guangzhou City si siede Jean-Paul van Gastel al posto di Giovanni van Bronckhorst, sulla panchina dello Shanghai Port si siede Ivan Leko al posto di Vítor Pereira, sulla panchina del Dalian Pro si siede José González al posto di Rafael Benítez, sulla panchina del Hebei si siede Kim Jong-boo al posto di Xie Feng, sulla panchina del Tianjin Jinmen Tiger si siede Yu Genwei al posto di Wang Baoshan. Il 7 giugno 2021 Jordi Cruijff viene assunto come consulente sportivo dal Barcellona, quindi José Carlos Granero prende il suo posto al comando del Shenzhen. Il 7 agosto 2021 a causa della difficile situazione dello Shanghai Shenhua, 5° nel suo girone e sempre più vicino alla poule retrocessione, la dirigenza decide di esonerare Choi Kang-hee in favore dell'allenatore dell'under 21 Mao Yijun come traghettatore. Il 6 settembre il Cangzhou Mighty Lions comunica che Afshin Ghotbi non sarebbe più stato l'allenatore della squadra dopo gli scarsi risultati raggiunti in campionato, Liu Yan, l'allenatore della squadra Under-21 del club, prese il comando della squadra fino al 5 novembre, data in cui fu scelto Svetozar Šapurić come nuovo allenatore del club. Dopo il rischio di fallimento del colosso immobiliare Evergrande, proprietario del Guangzhou, Fabio Cannavaro ha rescisso il contratto con la squadra, dopo aver assicurato che la sua scelta non fosse per motivi di soldi ma per rimanere in Italia insieme alla sua famiglia. Il 7 ottobre Javier Pereira lascia la panchina dell'Henan per mutuo consenso con la società, al suo posto viene preso come traghettatore Antonio Escalona. Il 3 dicembre Li Xiaopeng, l'allenatore del Wuhan, accetta l'incarico come commissario tecnico della Cina per sostituire Li Tie. Il 4 dicembre viene annunciato il sostituto e si tratta di Li Jinyu. Il 7 dicembre il Guangzhou, ancora a rischio fallimento, sceglie come nuovo allenatore il suo giocatore Zheng Zhi che farà da giocatore-allenatore per il resto della stagione. Dopo dieci sconfitte consecutive l'allenatore del Qingdao, Wu Jingui, ha deciso di dimettersi, al suo posto subentra l'allenatore delle giovanili Yang Weijian.

### Allenatori e primatisti
| Squadra                       | Allenatore                                      | Calciatore più presente                              | Cannoniere                                         |
| ----------------------------- | ----------------------------------------------- | ---------------------------------------------------- | -------------------------------------------------- |
| Beijing Guoan                 | Slaven Bilić                                    | Hou Sen (22)                                         | Zhang Yuning (10)                                  |
| Cangzhou Mighty Lions         | Afshin Ghotbi (1ª-14ª) Svetozar Šapurić (15ª-)  | Stophira Sunzu, Liu Yang (22)                        | Oscar Maritu (7)                                   |
| Changchun Yatai               | Chen Yang                                       | Erik, Tan Long, Jores Okore (22)                     | Júnior Negrão (14)                                 |
| Chongqing Liangjiang Athletic | Chang Woe-ryong                                 | Wu Qing, Yang Shuai, Feng Jin, Yin Congyao (20)      | Feng Jin (4)                                       |
| Dalian Pro                    | José González                                   | Sun Guowen, Tong Lei (19)                            | Liangming Lin (5)                                  |
| Guangzhou                     | Fabio Cannavaro (1ª-14ª) Zheng Zhi (15ª-)       | Yang Liyu, Yan Dinghao (20)                          | Elkeson (11)                                       |
| Guangzhou City                | Jean-Paul van Gastel                            | Han Jiaqi, Jiang Jihong (21)                         | Jown Cardona, Tiago de Leonco (7)                  |
| Hebei                         | Kim Jong-boo                                    | Cui Lin, Samir Memišević (20)                        | Yin Hongbo (4)                                     |
| Henan Songshan Longmen        | Javier Pereira (1ª-14ª) Antonio Escalona (15ª-) | Henrique Dourado, Chen Pu, Mawlanniyaz Dilmurat (20) | Henrique Dourado (8)                               |
| Qingdao                       | Wu Jingui (1ª-15ª) Yang Weijian (16ª-)          | Liu Jian, Lü Peng (20)                               | Romain Alessandrini, Zhu Jianrong, Ji Xiaoxuan (2) |
| Shandong Taishan              | Hao Wei                                         | Guo Tianyu (22)                                      | Marouane Fellaini, Guo Tianyu (10)                 |
| Shanghai Port                 | Ivan Leko                                       | Lü Wenjun, Oscar (22)                                | Lü Wenjun (7)                                      |
| Shanghai Shenhua              | Choi Kang-hee (1ª-11ª) Mao Yijun (12ª-)         | Yu Hanchao (19)                                      | Adrian Mierzejewski (5)                            |
| Shenzhen                      | Jordi Cruijff (1ª-5ª) José Carlos Granero (6ª-) | Zhang Lu, Frank Acheampong (22)                      | Alan Kardec (11)                                   |
| Tianjin Jinmen Tiger          | Yu Genwei                                       | Ba Dun (20)                                          | Magno Cruz (4)                                     |
| Wuhan                         | Li Xiaopeng (1ª-14ª) Li Jinyu (15ª-)            | Tian Yinong (21)                                     | Anderson Lopes (7)                                 |

## Prima Fase

### Gruppo A
Questo gruppo si gioca negli stadi neutrali di Canton: Tianhe Stadium, Yuexiushan Stadium, Guangzhou Higher Education Mega Center Central Stadium, Huadu Stadium.
|  | Pos. | Squadra              | Pt | G  | V  | N | P  | GF | GS | DR  |
|  | ---- | -------------------- | -- | -- | -- | - | -- | -- | -- | --- |
|  | 1.   | Shandong Taishan     | 33 | 14 | 10 | 3 | 1  | 30 | 10 | +20 |
|  | 2.   | Guangzhou            | 30 | 14 | 9  | 3 | 2  | 39 | 14 | +25 |
|  | 3.   | Shenzhen             | 24 | 14 | 7  | 3 | 4  | 24 | 18 | +6  |
|  | 4.   | Guangzhou Cheng      | 21 | 14 | 5  | 6 | 3  | 21 | 21 | 0   |
|  | 5.   | Henan S.L.           | 18 | 14 | 4  | 6 | 4  | 13 | 14 | -1  |
|  | 6.   | Chongqing Liangjiang | 11 | 14 | 3  | 2 | 9  | 16 | 28 | -12 |
|  | 7.   | Cangzhou Xiongshi    | 10 | 14 | 2  | 4 | 8  | 13 | 23 | -10 |
|  | 8.   | Qingdao              | 7  | 14 | 2  | 1 | 11 | 6  | 34 | -28 |

Legenda:

      Ammesse alla poule scudetto

      Ammesse alla poule retrocessione
Tre punti a vittoria, uno a pareggio, zero a sconfitta.
La classifica viene stilata secondo i seguenti criteri:
- Punti conquistati
- Punti negli scontri diretti
- Differenza reti negli scontri diretti
- Reti realizzate negli scontri diretti
- Differenza reti generale
- Reti totali realizzate
- Classifica fair-play
- Sorteggio

### Gruppo B
Questo gruppo si giocherà negli stadi neutri di Suzhou: Kunshan Stadium, Suzhou Sports Center, Jiangyin Stadium.
|  | Pos. | Squadra           | Pt | G  | V | N | P  | GF | GS | DR  |
|  | ---- | ----------------- | -- | -- | - | - | -- | -- | -- | --- |
|  | 1.   | Shanghai Haigang  | 28 | 14 | 8 | 4 | 2  | 30 | 7  | +23 |
|  | 2.   | Changchun Yatai   | 28 | 14 | 8 | 4 | 2  | 23 | 11 | +12 |
|  | 3.   | Beijing Guoan     | 24 | 14 | 7 | 3 | 4  | 19 | 16 | +3  |
|  | 4.   | Hebei FC          | 23 | 14 | 6 | 5 | 3  | 12 | 11 | +1  |
|  | 5.   | Shanghai Shenhua  | 22 | 14 | 6 | 4 | 4  | 21 | 17 | +4  |
|  | 6.   | Wuhan             | 11 | 14 | 1 | 8 | 5  | 11 | 19 | -8  |
|  | 7.   | Tianjin Jinmen Hu | 9  | 14 | 2 | 3 | 9  | 11 | 29 | -18 |
|  | 8.   | Dalian Pro        | 7  | 14 | 2 | 1 | 11 | 12 | 29 | -17 |

Legenda:

      Ammesse alla poule scudetto 

      Ammesse alla poule retrocessione
Tre punti a vittoria, uno a pareggio, zero a sconfitta.
La classifica viene stilata secondo i seguenti criteri:
- Punti conquistati
- Punti negli scontri diretti
- Differenza reti negli scontri diretti
- Reti realizzate negli scontri diretti
- Differenza reti generale
- Reti totali realizzate
- Classifica fair-play
- Sorteggio

## Seconda Fase
Classifica finale
|                     | Pos. | Squadra              | Pt | G  | V  | N  | P  | GF | GS | DR  |
| ------------------- | ---- | -------------------- | -- | -- | -- | -- | -- | -- | -- | --- |
| Poule scudetto      |      |                      |    |    |    |    |    |    |    |     |
| Cina (bandiera)     | 1.   | Shandong Taishan     | 51 | 22 | 15 | 6  | 1  | 47 | 16 | +31 |
| [ 25 ]              | 2.   | Shanghai Haigang     | 45 | 22 | 13 | 6  | 3  | 42 | 14 | +28 |
|                     | 3.   | Guangzhou            | 44 | 22 | 13 | 5  | 4  | 47 | 17 | +30 |
| [ 26 ]              | 4.   | Changchun Yatai      | 39 | 22 | 11 | 6  | 5  | 31 | 20 | +11 |
|                     | 5.   | Beijing Guoan        | 33 | 22 | 9  | 6  | 7  | 26 | 28 | -2  |
|                     | 6.   | Shenzhen             | 32 | 22 | 9  | 5  | 8  | 33 | 29 | +4  |
|                     | 7.   | Guangzhou Cheng      | 29 | 22 | 7  | 8  | 7  | 32 | 31 | +1  |
|                     | 8.   | Hebei FC             | 25 | 22 | 6  | 7  | 9  | 15 | 28 | -13 |
| Poule retrocessione |      |                      |    |    |    |    |    |    |    |     |
|                     | 9.   | Shanghai Shenhua     | 37 | 22 | 10 | 7  | 5  | 34 | 22 | +12 |
|                     | 10.  | Henan S.L.           | 30 | 22 | 7  | 9  | 6  | 19 | 20 | -1  |
|                     | 11.  | Cangzhou Xiongshi    | 24 | 22 | 6  | 6  | 10 | 25 | 32 | -7  |
|                     | 12.  | Tianjin Jinmen Hu    | 21 | 22 | 5  | 6  | 11 | 18 | 35 | -17 |
|                     | 13.  | Chongqing Liangjiang | 20 | 22 | 5  | 5  | 12 | 21 | 36 | -15 |
|                     | 14.  | Wuhan                | 20 | 22 | 3  | 11 | 8  | 23 | 30 | -7  |
|                     | 15.  | Dalian Pro           | 19 | 22 | 6  | 1  | 15 | 21 | 37 | -16 |
|                     | 16.  | Qingdao              | 11 | 22 | 3  | 2  | 17 | 13 | 52 | -39 |

Legenda:

      Campione della Cina e ammessa alla fase a gironi della AFC Champions League 2022
       Ammessa alla fase a gironi della AFC Champions League 2022

 Ammessa allo spareggio promozione-retrocessione 
      Retrocessa in China League One 2022
Regolamento:
Tre punti a vittoria, uno a pareggio, zero a sconfitta.
In caso di arrivo di due o più squadre a pari punti, la graduatoria verrà stilata secondo la classifica avulsa tra le squadre interessate che prevede, in ordine, i seguenti criteri:
- Punti negli scontri diretti.
- Differenza reti negli scontri diretti.
- Differenza reti generale.
- Reti realizzate in generale.
- Sorteggio.

Note:
Il Dalian Pro è stato poi ripescato in Super League 2022.

## Squadra campione
| Formazione tipo (4-2-3-1) | Giocatori (presenze)   |
| --- | ---------------------- |
| Wang D. Liu Y. Shi Ke Zheng Z. Song L. Son Jun-ho Xu Xin Fellaini Jin J. Guo T. Liu B. | Wang Dalei (20)        |
| Wang D. Liu Y. Shi Ke Zheng Z. Song L. Son Jun-ho Xu Xin Fellaini Jin J. Guo T. Liu B. | Liu Yang (18)          |
| Wang D. Liu Y. Shi Ke Zheng Z. Song L. Son Jun-ho Xu Xin Fellaini Jin J. Guo T. Liu B. | Shi Ke (19)            |
| Wang D. Liu Y. Shi Ke Zheng Z. Song L. Son Jun-ho Xu Xin Fellaini Jin J. Guo T. Liu B. | Zheng Zheng (20)       |
| Wang D. Liu Y. Shi Ke Zheng Z. Song L. Son Jun-ho Xu Xin Fellaini Jin J. Guo T. Liu B. | Song Long (18)         |
| Wang D. Liu Y. Shi Ke Zheng Z. Song L. Son Jun-ho Xu Xin Fellaini Jin J. Guo T. Liu B. | Son Jun-ho (21)        |
| Wang D. Liu Y. Shi Ke Zheng Z. Song L. Son Jun-ho Xu Xin Fellaini Jin J. Guo T. Liu B. | Xu Xin (21)            |
| Wang D. Liu Y. Shi Ke Zheng Z. Song L. Son Jun-ho Xu Xin Fellaini Jin J. Guo T. Liu B. | Jin Jingdao (16)       |
| Wang D. Liu Y. Shi Ke Zheng Z. Song L. Son Jun-ho Xu Xin Fellaini Jin J. Guo T. Liu B. | Marouane Fellaini (20) |
| Wang D. Liu Y. Shi Ke Zheng Z. Song L. Son Jun-ho Xu Xin Fellaini Jin J. Guo T. Liu B. | Liu Binbin (19)        |
| Wang D. Liu Y. Shi Ke Zheng Z. Song L. Son Jun-ho Xu Xin Fellaini Jin J. Guo T. Liu B. | Guo Tianyu (22)        |
| Wang D. Liu Y. Shi Ke Zheng Z. Song L. Son Jun-ho Xu Xin Fellaini Jin J. Guo T. Liu B. | Allenatore: Hao Wei    |
| Altri giocatori: Duan Liuyu (15), Pedro Delgado (14), Ji Xiang (14), Wu Xinghan (14), Qi Tianyu (12), Wang Tong (11), Jadson (9), Leonardo (8), Moisés (6), Tian Xin (4), Han Rongze (2), Li Hailong (2), Chen Zhechao (2), Zhang Chi (2), Hao Junmin (2), Dai Lin (1), Li Guanxi (1), Huang Cong (1). |                        |

## Risultati
Prima fase, gruppo A
|                   | Can  | Cho  | Gua  | GuC  | Hen  | Qin  | ShT  | She    |
| ----------------- | ---- | ---- | ---- | ---- | ---- | ---- | ---- | ------ |
| Cangzhou M. Lions | –––– | 1-1  | 0-2  | 0-2  | 0-0  | 2-0  | 0-2  | 2-1    |
| Chongqing L. A.   | 2-2  | –––– | 1-5  | 4-0  | 3-2  | 1-0  | 0-2  | 0-3    |
| Guangzhou         | 5-2  | 3-1  | –––– | 2-2  | 2-0  | 5-0  | 2-1  | 2-0    |
| Guangzhou City    | 0-0  | 3-1  | 3-3  | –––– | 1-1  | 4-2  | 1-3  | 2-4    |
| Henan S. L.       | 2-1  | 1-0  | 1-1  | 1-1  | –––– | 2-0  | 1-1  | 1-2    |
| Qingdao           | 2-1  | 1-0  | 0-6  | 0-1  | 0-1  | –––– | 0-5  | 1-4    |
| Shandong Taishan  | 2-1  | 3-1  | 1-0  | 0-0  | 2-0  | 2-0  | –––– | 4-2    |
| Shenzhen          | 2-1  | 2-1  | 2-1  | 0-1  | 0-0  | 0-0  | 2-2  | ––––\| |

Prima fase, gruppo B
|                  | Bei  | Cha  | Dal  | Heb  | SPo  | SSh  | Tia  | Whu    |
| ---------------- | ---- | ---- | ---- | ---- | ---- | ---- | ---- | ------ |
| Beijing Guoan    | –––– | 2-1  | 2-0  | 2-1  | 1-1  | 4-2  | 0-0  | 2-1    |
| Changchun Yatai  | 2-0  | –––– | 3-1  | 3-0  | 2-1  | 1-0  | 0-0  | 0-0    |
| Dalian Pro       | 0-1  | 1-2  | –––– | 0-1  | 0-5  | 2-4  | 1-0  | 1-1    |
| Hebei            | 0-0  | 2-1  | 1-0  | –––– | 1-0  | 1-1  | 2-1  | 1-1    |
| Shanghai Port    | 3-1  | 0-0  | 3-0  | 1-0  | –––– | 1-0  | 5-0  | 3-0    |
| Shanghai Shenhua | 2-1  | 1-2  | 3-2  | 0-0  | 1-1  | –––– | 1-0  | 0-0    |
| Tianjin J. T.    | 3-1  | 1-4  | 1-3  | 0-1  | 1-6  | 1-3  | –––– | 2-1    |
| Wuhan            | 0-2  | 2-2  | 2-1  | 1-1  | 0-0  | 1-3  | 1-1  | ––––\| |

Seconda fase, poule scudetto
|                  | Bei  | Cha  | Gua  | GuC  | Heb  | ShT  | SPo  | She    |
| ---------------- | ---- | ---- | ---- | ---- | ---- | ---- | ---- | ------ |
| Beijing Guoan    | –––– | –––– | 1-0  | 1-1  | –––– | 1-1  | –––– | 2-2    |
| Changchun Yatai  | –––– | –––– | 0-2  | 2-1  | –––– | 1-1  | –––– | 1-1    |
| Guangzhou        | 1-0  | 2-0  | –––– | –––– | 1-1  | –––– | 0-0  | ––––\| |
| Guangzhou City   | 5-0  | 0-2  | –––– | –––– | 2-1  | –––– | 1-2  | ––––\| |
| Hebei            | –––– | –––– | 0-2  | 1-1  | –––– | 0-5  | –––– | 0-1    |
| Shandong Taishan | 2-1  | 2-1  | –––– | –––– | 2-0  | –––– | 2-2  | ––––\| |
| Shanghai Port    | –––– | –––– | 1-0  | 1-0  | –––– | 0-2  | –––– | 3-1    |
| Shenzhen         | 0-1  | 0-1  | –––– | –––– | 3-0  | –––– | 1-3  | ––––\| |

Seconda fase, poule retrocessione
|                   | Can  | Cho  | Dal  | Hen  | Qin  | SSh  | Tia  | Whu    |
| ----------------- | ---- | ---- | ---- | ---- | ---- | ---- | ---- | ------ |
| Cangzhou M. Lions | –––– | –––– | 2-0  | –––– | –––– | 1-1  | 2-1  | 2-0    |
| Chongqing L. A.   | –––– | –––– | 0-1  | –––– | –––– | 0-0  | 0-1  | 0-0    |
| Dalian Pro        | 1-2  | 0-1  | –––– | 1-0  | 4-1  | –––– | –––– | ––––\| |
| Henan S. L.       | –––– | –––– | 1-0  | –––– | –––– | 2-0  | 1-1  | 1-0    |
| Qingdao           | –––– | –––– | 1-2  | –––– | –––– | 0-1  | 0-1  | 2-5    |
| Shanghai Shenhua  | 1-1  | 4-1  | –––– | 3-0  | 3-0  | –––– | –––– | ––––\| |
| Tianjin J. T.     | 1-0  | 1-1  | –––– | 0-0  | 1-2  | –––– | –––– | ––––\| |
| Wuhan             | 4-2  | 1-2  | –––– | 1-1  | 1-1  | –––– | –––– | ––––\| |

## Play-off promozione-retrocessione
I play-off promozione-retrocessione si disputano tra le squadre piazzatesi ultima e penultima in CSL contro le squadre terza e quarta in League One, con gara di andata e ritorno in campo neutro a causa delle regole per evitare la diffusione della pandemia COVID-19. Il regolamento che stabilisce la squadra vincitrice dei playout determina che in caso di parità al termine delle due partite, il match di ritorno verrebbe prolungato ai tempi supplementari ed eventualmente ai calci di rigore.
|                   | Risultati |                   | Luogo e data            |
| ----------------- | --------- | ----------------- | ----------------------- |
| Chengdu Rongcheng | 1 - 1     | Dalian Pro        | Suzhou, 8 gennaio 2022  |
| Dalian Pro        | 0 - 1     | Chengdu Rongcheng | Suzhou, 12 gennaio 2022 |
|                   |           |                   |                         |
| Qingdao           | 0 - 1     | Zhejiang Zhiye    | Suzhou, 8 gennaio 2022  |
| Zhejiang Zhiye    | 0 - 0     | Qingdao           | Suzhou, 12 gennaio 2022 |
|                   |           |                   |                         |

## Statistiche

### Squadre

#### Capoliste solitarie
|    | —— | —— | ——  | —— | —— | —— | ——  | —— | ——  | ——               | ——               | ——               | ——               | ——               | ——               | ——               | ——               | ——               | ——               | ——               | ——               | —— |  |
|    |    |    | ShT |    |    |    | ShT |    |     | Shandong Taishan | Shandong Taishan | Shandong Taishan | Shandong Taishan | Shandong Taishan | Shandong Taishan | Shandong Taishan | Shandong Taishan | Shandong Taishan | Shandong Taishan | Shandong Taishan | Shandong Taishan |    |  |
|    |    |    |     |    |    |    |     |    |     |                  |                  |                  |                  |                  |                  |                  |                  |                  |                  |                  |                  |    |  |
|    |    |    |     |    |    |    |     |    |     |                  |                  |                  |                  |                  |                  |                  |                  |                  |                  |                  |                  |    |  |
| 1ª | 2ª | 3ª | 4ª  | 5ª | 6ª | 7ª | 8ª  | 9ª | 10ª | 11ª              | 12ª              | 13ª              | 14ª              | 15ª              | 16ª              | 17ª              | 18ª              | 19ª              | 20ª              | 21ª              | 22ª              |    |  |

#### Classifica in divenire
|                        | 1ª | 2ª | 3ª | 4ª | 5ª | 6ª | 7ª | 8ª  | 9ª | 10ª | 11ª | 12ª | 13ª | 14ª | 15ª | 16ª | 17ª | 18ª | 19ª | 20ª | 21ª | 22ª |
| ---------------------- | -- | -- | -- | -- | -- | -- | -- | --- | -- | --- | --- | --- | --- | --- | --- | --- | --- | --- | --- | --- | --- | --- |
| Beijing Guoan          | 0  | 0  | 3  | 6  | 9  | 10 | 10 | 10* | 11 | 14  | 17  | 18  | 18  | 21  | 27* | 27  | 27  | 28  | 28  | 29  | 30  | 33  |
| Cangzhou Mighty Lions  | 0  | 1  | 2  | 2  | 3  | 3  | 3  | 6   | 6  | 7   | 7   | 7   | 10  | 10  | 10  | 11  | 14  | 17  | 20  | 21  | 24  | 24  |
| Changchun Yatai        | 3  | 4  | 5  | 6  | 9  | 9  | 12 | 12* | 15 | 16  | 19  | 22  | 25  | 25  | 31* | 32  | 32  | 32  | 35  | 38  | 38  | 39  |
| Chongqing Liangjiang   | 0  | 0  | 1  | 4  | 4  | 4  | 4  | 4   | 7  | 8   | 8   | 11  | 11  | 11  | 12  | 12  | 12  | 13  | 13  | 16  | 17  | 20  |
| Dalian Pro             | 0  | 0  | 0  | 3  | 3  | 3  | 4  | 4   | 4  | 4   | 7   | 7   | 7   | 7   | 10  | 13  | 13  | 16  | 16  | 16  | 16  | 19  |
| Guangzhou              | 1  | 1  | 4  | 7  | 8  | 11 | 14 | 15  | 18 | 18  | 21  | 24  | 27  | 30  | 30  | 31  | 34  | 35  | 38  | 41  | 44  | 44  |
| Guangzhou City         | 1  | 4  | 7  | 7  | 8  | 9  | 10 | 11  | 11 | 14  | 17  | 20  | 20  | 21  | 21  | 21  | 24  | 25  | 25  | 25  | 26  | 29  |
| Hebei                  | 1  | 4  | 7  | 8  | 8  | 11 | 11 | 11* | 14 | 17  | 18  | 19  | 19  | 22  | 23* | 24  | 24  | 25  | 25  | 25  | 25  | 25  |
| Henan Songshan Longmen | 0  | 1  | 2  | 2  | 3  | 6  | 7  | 8   | 11 | 11  | 14  | 14  | 17  | 18  | 18  | 19  | 20  | 23  | 26  | 27  | 30  | 30  |
| Qingdao                | 3  | 4  | 4  | 4  | 7  | 7  | 7  | 7   | 7  | 7   | 7   | 7   | 7   | 7   | 7   | 7   | 10  | 10  | 10  | 11  | 11  | 11  |
| Shandong Taishan       | 3  | 6  | 7  | 10 | 11 | 12 | 15 | 18  | 18 | 21  | 24  | 27  | 30  | 33  | 36  | 39  | 42  | 45  | 48  | 49  | 50  | 51  |
| Shanghai Port          | 3  | 6  | 7  | 8  | 11 | 12 | 15 | 15* | 16 | 19  | 19  | 22  | 25  | 25  | 31* | 34  | 34  | 35  | 38  | 41  | 42  | 45  |
| Shanghai Shenhua       | 3  | 6  | 7  | 8  | 8  | 11 | 14 | 14  | 15 | 15  | 16  | 16  | 19  | 22  | 25  | 26  | 29  | 29  | 32  | 33  | 34  | 37  |
| Shenzhen               | 3  | 4  | 4  | 7  | 8  | 11 | 14 | 15  | 18 | 21  | 21  | 21  | 21  | 24  | 24  | 25  | 28  | 29  | 29  | 29  | 32  | 32  |
| Tianjin Jinmen Tigers  | 0  | 1  | 1  | 1  | 4  | 5  | 5  | 5   | 5  | 5   | 5   | 6   | 9   | 9   | 10  | 11  | 11  | 11  | 14  | 15  | 18  | 21  |
| Wuhan                  | 1  | 1  | 2  | 2  | 2  | 3  | 4  | 4*  | 5  | 6   | 6   | 7   | 7   | 10  | 14* | 17  | 18  | 19  | 19  | 20  | 20  | 20  |

#### Primati stagionali
Squadre
- Maggior numero di vittorie: Shandong Taishan (15)
- Maggior numero di pareggi: Wuhan (11)
- Maggior numero di sconfitte: Qingdao (17)
- Minor numero di vittorie: Wuhan e Qingdao (3)
- Minor numero di pareggi: Dalian Pro (1)
- Minor numero di sconfitte: Shandong (1)
- Migliore attacco: Shandong e Guangzhou (47 gol fatti)
- Peggiore attacco: Qingdao (13 gol fatti)
- Miglior difesa: Shanghai Port (16 gol subiti)
- Peggior difesa: Qingdao (52 gol subiti)
- Miglior differenza reti: Shandong (+31)
- Peggior differenza reti: Qingdao (-39)
- Miglior serie positiva: Shandong Taishan (13, 10ª-22ª giornata)
- Peggior serie negativa: Qingdao (11, 6ª-16ª giornata)

Partite
- Più gol (7): Tianjin J. Tigers-Shanghai Port 1-6 (1ª giornata), Guangzhou-Cangzhou M. Lions 5-2 (11ª giornata), Qingdao-Wuhan 2-5 (16ª giornata)
- Maggiore scarto di gol (6): Qingdao-Guangzhou 0-6 (7ª giornata)
- Maggior numero di reti in una giornata: 30 nella 13ª giornata.
- Maggior numero di espulsioni: 2 in Chongqing Liangjiang-Henan S. L. del 9 maggio 2021, in Tianjin Jinmen Tiger-Shanghai Shenhua del 22 luglio 2021, in Changchun Yatai-Hebei del 9 agosto 2021, in Shanghai Port-Wuhan del 9 agosto 2021, in Shanghai Port-Tianjin Jinmen Tiger del 15 agosto 2021, in Cangzhou-Shanghai Shenhua del 15 dicembre 2021 e in Beijing Guoan-Shenzhen del 22 dicembre 2021.

### Individuali

#### Classifica marcatori
| Gol | Rigori |  | Giocatore         | Squadra                |
| --- | ------ |  | ----------------- | ---------------------- |
| 14  | 1      |  | Júnior Negrão     | Changchun Yatai        |
| 11  | 1      |  | Elkeson           | Guangzhou              |
| 11  | 4      |  | Alan Kardec       | Shenzhen               |
| 10  |        |  | Guo Tianyu        | Shandong Taishan       |
| 10  |        |  | Marouane Fellaini | Shandong Taishan       |
| 10  |        |  | Zhang Yuning      | Beijing Guoan          |
| 8   | 4      |  | Henrique Dourado  | Henan Songshan Longmen |
| 7   |        |  | Lü Wenjun         | Shanghai Port          |
| 7   |        |  | Tiago de Leonco   | Guangzhou City         |
| 7   | 2      |  | Jown Cardona      | Guangzhou City         |
| 7   |        |  | Ricardo Goulart   | Guangzhou              |
| 7   |        |  | Erik              | Changchun Yatai        |
| 7   |        |  | Oscar Maritu      | Cangzhou Mighty Lions  |
| 7   | 3      |  | Anderson Lopes    | Wuhan                  |
| 6   | 1      |  | Wei Shihao        | Guangzhou              |